# Джованні Моченіго
Джованні Моченіго (італ. Giovanni Mocenigo) — 72-й венеційський дож у 1478—1485 роках.

## Біографія
Належав до роду «нових патриціїв» Моченіго. Син Леонардо Моченіго, прокуратора Святого Марка, та Франчезіни Молін. Брат дожа П'єтро Моченіго, небіж дожа Томмазо Моченіго. Народився у Венеції в 1408 році. Замолоду займався торгівлею. У 1441 році обирається до Ради сорока. 
1451 року згадується у заповіті своєї матері. 1452 року його було обрано членом Сенату, а 1453 року призначено послом до Ібрагіма II, бея Караману, для перемовин щодо політичного та комерційного договору. У червні 1454 року очолив муду (торговий конвой) до Александрі в Єгипті.
У 1463 році стає подестою і капітаном Равенни, у 1466 році — членом наглядацької «ради материку» (савіо ді терраферма). З останньої посади його відправили вести перемовини про союз з Борсо д'Есте, сеньйором Феррари, проти Флорентійської республіки. У 1467 року його було переобрано до «мудрих материку», а потім призначений подестою Тревізо. У листопаді 1469 року членом Авагадорії, але він обіймав цю посаду кілька тижнів, перш ніж його було призначено луоготенете (губернатором) Патрії дель Фріулі, де він прослужив до серпня 1471 року. Наприкінці 1471 року Моченіго знову став членом «мудрих материку», а 1472 року — знову Авагадорії. У 1474 році членом ради «мудрих радників», перш ніж його разом з Андреа Вендраміном та Антоніо Веньєром відправили на перемовини з Флоренцією та Міланським герцогством щодо продовження Лодійського миру.
Як член Ради сорока брав участь в обранні Ніколо Трона дожем в листопаді 1471 року, а також в обранні дожа в липні 1473 року, коли він безуспішно просував кандидатуру свого брата П'єтро. Останній у грудні 1474 року обирається дожем, що ще більше зміцнило становище Джованні. З 1475 року стає постійним членом «мудрих радників». 1476 року був членом дзонти з виконання заповіту кондотьєра Бартоломео Коллеоні. 5 листопада 1477 року він був членом комісії сенаторів, спрямованої для вивчення оборони Фріулі від можливого нападу Османської імперії. 
18 травня 1478 року обирається дожем у восьмому турі, отримавши 25 з 41 голосу Ради сорока. За кілька днів після його обрання почалася чума, яка тривала до кінця року та коштувала життя дружини Моченіго. 25 січня 1479 року було підписано Константинопольську угоду, яким було завершено невдалу війну з османською імперією. Було закріплено втрати Венеції в Албанії та Негропонте, але венеційці зберегти фортеці та міста на Пелопоннесі. 14 вересня 1479 року пожежа знищила значну частину Палацу дожів. Дожу довелося переїхати на інший бік Ріо-ді-Палаццо, де сьогодні знаходяться в'язниці. Реконструкцію Палацу дожів було завершено лише дев'ять років потому за Агостіно Барбаріго. 23 жовтня 1479 року його дружина померла від чуми. Цю погану новину спочатку приховували від дожа, який сам був хворий.
У 1482 році за підбуренням папи римського Сікста IV спалахнула війна з герцогством Феррара за Полезіно. Війна була дорогою та важчою, ніж очікувалося, оскільки герцога Ерколе I д'Есте. Але, на перехід папи римського на бік ворогів Венеції,  Республіка здобула перемогу і за Баньольським договором 7 серпня 1484 року отримала Ровіго та землі в гирлі річки По. 1484 року разом з Османською імперією було поділено пфальцграфство Кефалонію та Закінфу, отримавши закінф з сусідніми островами.
Помер 4 листопада 1485 року від чуми. Його поховали в церкві Санті Джованні-е-Паоло, у надгробному пам'ятнику роботи скульптора Тулліо Ломбардо, який було завершено 1522 року.